# Chalchaleros-Viscacharatte
Die Chalchaleros-Viscacharatte (Tympanoctomys loschalchalerosorum, Syn.: Salinoctomys loschalchalerosorum) ist eine in Südamerika lebende Nagetierart aus der Familie der Trugratten (Octodontidae). Sie wurde erst im Jahr 2000 wissenschaftlich beschrieben.
Es ist eine mittelgroße Art der Trugratten. Ihr Fell ist an der Oberseite schwarzbraun und am Bauch weiß gefärbt. Der Schwanz ist relativ lang und trägt eine schwarze Quaste. Sie erreichen eine Kopfrumpflänge von 14 bis 16 Zentimeter und eine Schwanzlänge von 11 bis 12 Zentimeter.
Chalchaleros-Viscacharatten sind bislang nur von der Salzwüste Salinas Grandes in der argentinischen Provinz La Rioja bekannt. Dort haben sie sich offensichtlich an einen sehr trockenen, mit Salzpflanzen bestandenen Lebensraum angepasst. Ansonsten ist über ihre Lebensweise nichts bekannt. Mit der Goldenen Viscacharatte wurde vom gleichen Forscherteam im gleichen Jahr eine weitere bislang unbekannte Trugrattenart gefunden.
Der Name, der auch im Artepitheton loschalchalerosorum vorkommt, ehrt die argentinische Musikgruppe Los Chalchaleros, deren Musik die Forschergruppe während ihrer Tätigkeit gehört hatten.
Die IUCN listet die Art aufgrund des sehr begrenzten Verbreitungsgebietes als vom Aussterben bedroht (critically endangered).